# شهرستان بیب (جورجیا)
شهرستان بیب، جورجیا (به انگلیسی: Bibb County, Georgia) یک سکونتگاه مسکونی در ایالات متحده آمریکا است که در جورجیا واقع شده‌است.